# Myke Carvalho
Myke Michel Ribeiro de Carvalho (* 28. Oktober 1983 in Belém) ist ein ehemaliger brasilianischer Boxer. Als Amateur war er unter anderem Teilnehmer der Olympischen Spiele 2004, 2008 und 2012.

## Karriere

### National
Myke Carvalho ist Brasilianischer Meister 2001 im Bantamgewicht und 2003 im Leichtgewicht. Von 2004 bis 2009 gewann er sechs Mal in Folge den Titel im Halbweltergewicht.

### Amerika
2002 gewann er die Silbermedaille im Federgewicht bei den Südamerikaspielen in Brasilien. 2005 gewann er eine Bronzemedaille im Halbweltergewicht bei den Panamerikameisterschaften in Brasilien und 2006 die Goldmedaille im Halbweltergewicht bei den Südamerikaspielen in Argentinien.
2007 folgte der Gewinn einer Bronzemedaille im Halbweltergewicht bei den Panamerikanischen Spielen in Brasilien, als er im Halbfinale knapp mit 8:9 gegen Karl Dargan ausgeschieden war. 2009 in Mexiko gewann er Bronze im Halbweltergewicht bei den Panamerikameisterschaften nach Halbfinalniederlage mit 7:10 gegen Roniel Iglesias.
2010 gewann er Gold im Halbweltergewicht bei den Südamerikaspielen in Kolumbien und ebenfalls Gold im Weltergewicht bei den Panamerikameisterschaften in Ecuador durch Siege u. a. gegen Óscar Molina und Carlos Banteur. 2011 schied er gegen Banteur knapp mit 14:14+ im Halbfinale der Panamerikaspiele in Mexiko aus und gewann Bronze im Weltergewicht.

### Weltmeisterschaften/Olympische Spiele
Schon 2004 nahm er an den Olympischen Spielen in Athen teil und schied im Auftaktkampf gegen Alex de Jesús (24:39) aus. Seine erste WM-Teilnahme bestritt er 2005 in China, wo er erst im Viertelfinale gegen Emil Magerramow mit 19:28 unterlag.
Bei den Weltmeisterschaften 2007 in den USA verlor er in der zweiten Vorrunde gegen Gyula Káté mit 14:24. Dann war er wieder bei den Olympischen Spielen 2008 in Peking am Start, verlor jedoch erneut im bereits ersten Kampf gegen Richarno Colin mit 11:15.
Die Weltmeisterschaften 2009 in Italien beendete er im Achtelfinale nach einer erneuten Niederlage gegen Gyula Káté (8:10), nachdem er zuvor Genebert Basadre und Manoj Kumar bezwungen hatte. Zudem unterlag er in der Vorrunde der Weltmeisterschaften 2011 in Aserbaidschan durch Disqualifikation gegen Vasile Belous. Bei den Militärweltspielen 2011 in Brasilien gewann er Bronze im Weltergewicht durch eine Niederlage im Halbfinale gegen Alexis Vastine.
Im Mai 2012 gewann er im Weltergewicht die amerikanische Olympiaqualifikation in Brasilien durch Siege gegen Raúl Sánchez, Arisnoide Despaigne, Prichard Colón, Carlos Sánchez und Óscar Molina. Er nahm daraufhin an den Olympischen Spielen 2012 in London teil, wo er im ersten Kampf an Errol Spence mit 10:16 scheiterte.